# (4860) Gubbio
(4860) Gubbio ist ein Asteroid des Hauptgürtels, der am 3. März 1987 vom amerikanischen Astronomen Edward L. G. Bowell an der Anderson Mesa Station (IAU Code 688) des Lowell-Observatoriums in Coconino County entdeckt wurde.
Der Himmelskörper wurde nach der von Etruskern gegründeten Stadt Gubbio in der italienischen Provinz Perugia benannt.